# Limenitis halli
Limenitis halli är en fjärilsart som beskrevs av Watson och Comstock 1920. Limenitis halli ingår i släktet Limenitis och familjen praktfjärilar. Inga underarter finns listade i Catalogue of Life.